# Véloroute Ruwer-Hochwald
La Véloroute Ruwer-Hochwald-Radweg (anciennement une voie de chemin de fer) est une véloroute de Rhénanie-Palatinat, en Allemagne. Elle relie la vallée de la Moselle et la région du Hochwald, dans le Hunsrück, de Trèves à Hermeskeil.
Avec un dénivelé de 1 %, sur une distance d'environ 50 km de Ruwer à Hermeskeil (+ 5,5 km depuis la gare de Trêves), elle peut être découpée de la sorte :
- Trier-Ruwer - Mertesdorf - Kasel - Waldrach: 5,8 km
- Waldrach - Sommerau - Gusterath-Tal - Pluwigerhammer: 7,7 km
- Pluwigerhammer - Hinzenburg - Burg Heid: 6,0 km
- Burg Heid - Hentern - Zerf: 5,6 km
- Zerf - Niederkell: 5,4 km
- Niederkell - Kell am See: 4,0 km
- Kell am See - Reinsfeld: 7,0 km
- Reinsfeld - Hermeskeil: 6,3 km

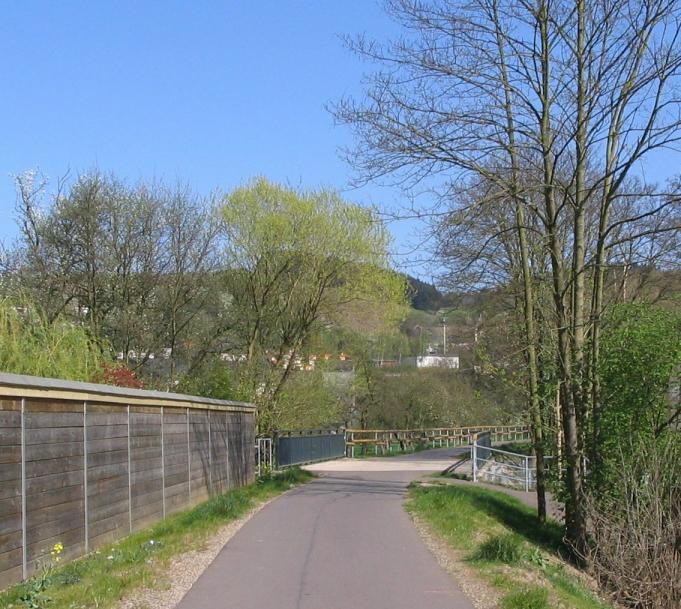
Véloroute à Ruwer
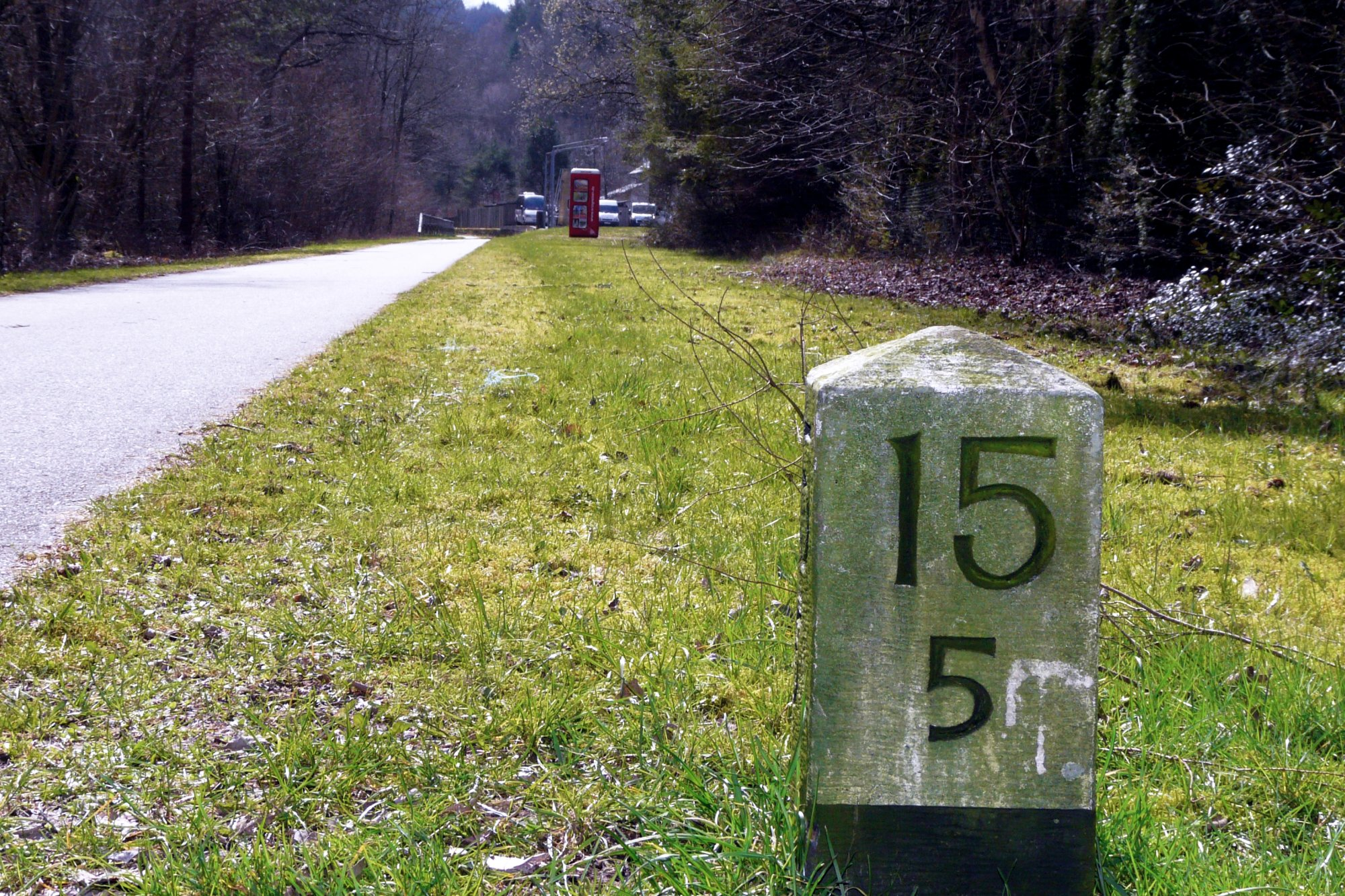
Vestiges du chemin de fer : borne kilométrique au bord de la véloroute près de Pluwig
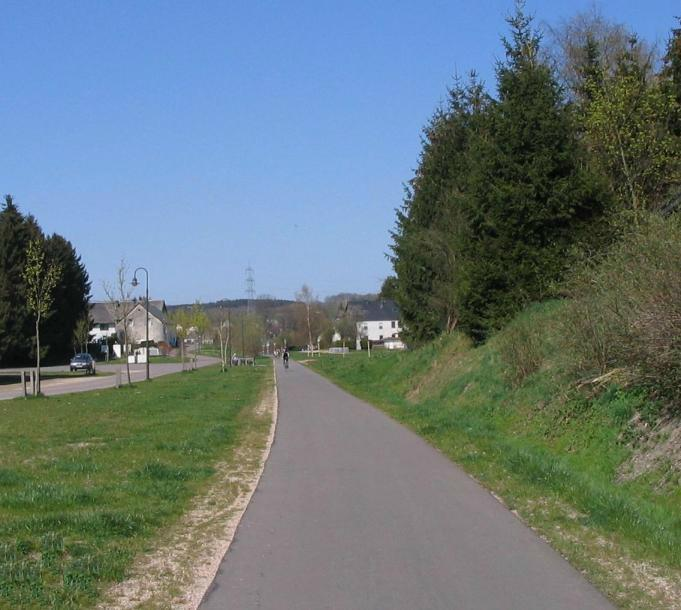
Véloroute à Reinsfeld
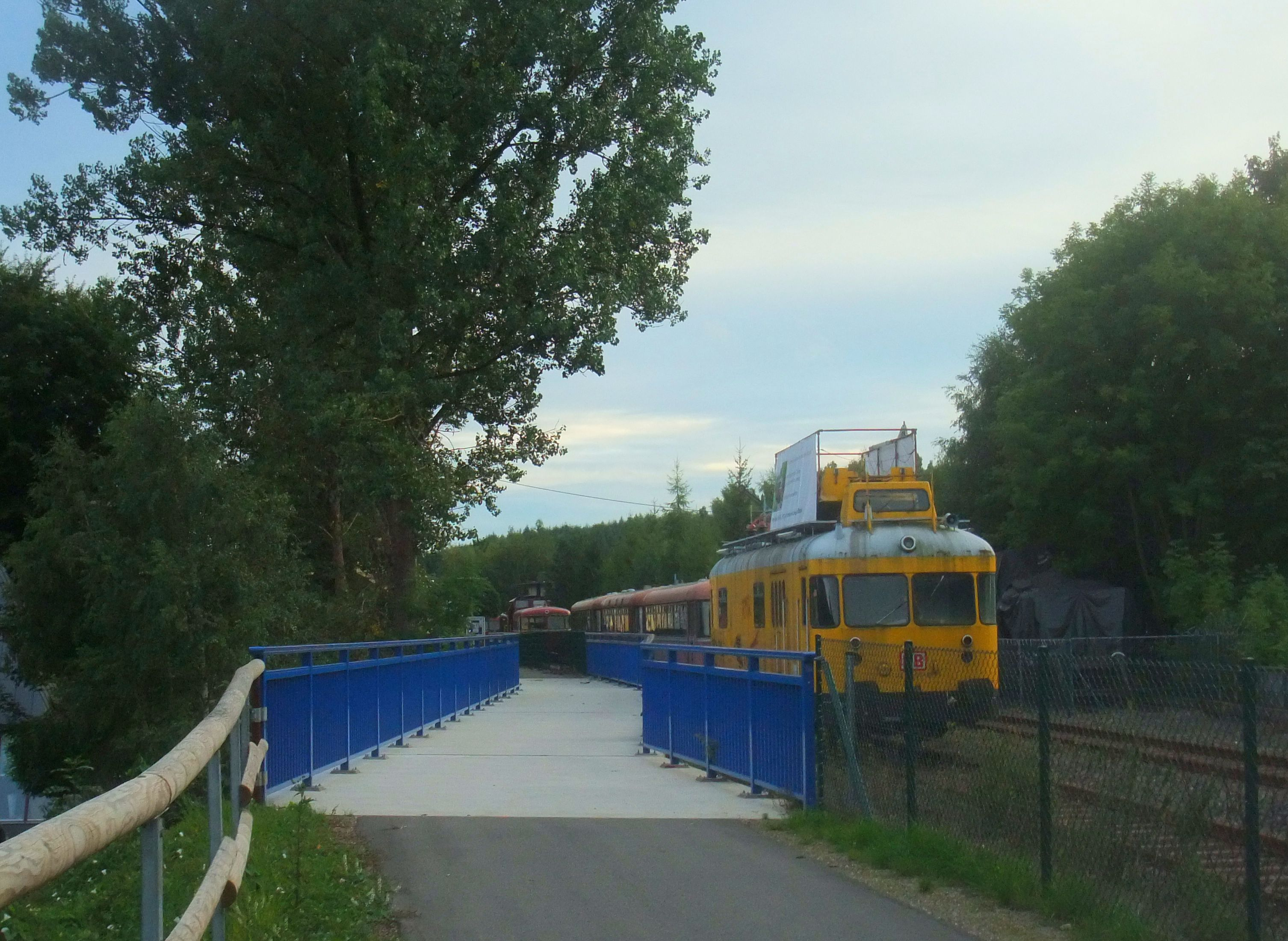
Véloroute à Hermeskeil